# Thelotrema weberi
Thelotrema weberi är en lavart som beskrevs av Hale 1974. Thelotrema weberi ingår i släktet Thelotrema och familjen Thelotremataceae.   Inga underarter finns listade i Catalogue of Life.